# Li Hang
Li Hang (Jinzhou, 4 de octubre de 1990) es un jugador de snooker chino.

## Biografía
Nació en la ciudad china de Jinzhou en 1990. Es jugador profesional de snooker desde 1990, aunque se cayó del circuito profesional durante más de dos años. No se ha proclamado campeón de ningún torneo de ranking, y su mayor logro hasta la fecha fue alcanzar las semifinales en dos ocasiones, a saber: las del Campeonato de China de 2017, en las que cayó derrotado (5-6) ante Luca Brecel, y las del Abierto de Escocia de 2020, donde se vio superado (4-6) por Ronnie O'Sullivan. Tampoco ha logrado hilar ninguna tacada máxima, y la más alta de su carrera está en 145.
En diciembre de 2022, la World Professional Billiards and Snooker Association lo suspendió y lo expulsó temporalmente del circuito profesional al ser objeto de interés de una investigación por amaño de partidos en la que estaban involucrados varios jugadores chinos.